# Parasteatoda kompirensis
Parasteatoda kompirensis là một loài nhện trong họ Theridiidae.
Loài này thuộc chi Parasteatoda. Parasteatoda kompirensis được Friedrich Wilhelm Bösenberg & Embrik Strand miêu tả năm 1906.